# Nadiya Bychkova
Nadiya Bychkova (en ucraniano: Надія Бичкова; Voroshilovgrado, RSS de Ucrania, 24 de agosto de 1989) es una bailarina de salón y coreógrafa ucraniana, más conocida por ser una de las bailarinas profesionales del programa de baile Strictly Come Dancing de la BBC.

## Primeros años
Bychkova nació en Voroshilovgrado, Unión Soviética, actualmente Lugansk, Ucrania, en 1989. Comenzó a bailar a la edad de 4 años.

## Carrera

### Principios de carrera
Compitió por Eslovenia con Miha Vodicar, habiendo sido varias veces campeones de bailes de salón y latino, y dos veces campeones mundiales y europeos en 10 Dance en 2014 y 2015. Fue bailarina profesional en la versión bosnia de Strictly Come Dancing.

### Strictly Come Dancing
En 2017, Bychkova compitió como bailarina profesional en el programa de baile de televisión británico Strictly Come Dancing desde la decimoquinta temporada, donde formó pareja con el actor de EastEnders, Davood Ghadami, siendo eliminados en la undécima semana y quedando en el sexto puesto. Para la decimosexta temporada en 2018, tuvo como pareja al cantante de Blue y actor Lee Ryan; ellos fueron la segunda pareja en ser eliminada, ubicándose en el decimocuarto puesto. Al año siguiente, fue emparejada con el futbolista y portero David James para la decimoséptima temporada, siendo eliminados de la competencia en la quinta semana y quedando en el duodécimo puesto.
Bychkova no fue emparejada a una celebridad para la decimoctava temporada, participando únicamente como bailarina de refuerzo. Volvió a formar pareja con una celebridad en la decimonovena temporada junto al presentador y periodista Dan Walker, con quién llegó hasta la decimoprimero semana y posicionándose en el quinto puesto. En 2022 tuvo como pareja al cantautor Matt Goss en la vigésima temporada, siendo la tercera pareja eliminada y ubicándose en la decimotercera posición. En la vigesimoprimera temporada no volvió a tener una celebridad como pareja, regresando al siguiente año para la vigesimosegunda temporada, en donde fue emparejada con el nadador olímpico Tom Dean, siendo ambos la primera pareja eliminada de la competencia y quedando en el decimoquinto puesto.
Bychkova también formó parte de varios especiales del programa. Entre sus participaciones estuvieron los especiales de Navidad de 2018 con el criquetista Michael Vaughan, de 2022 con el actor Larry Lamb, de 2023 con el historiador Dan Snow y de 2024 con el piloto de carreras Billy Monger. También participó en el especial de Children in Need de 2018 con el cantante Keith Duffy de la banda Boyzone.
| Temporada | Pareja         | Puesto | Promedio |
| --------- | -------------- | ------ | -------- |
| 15        | Davood Ghadami | 6.º    | 30.36    |
| 16        | Lee Ryan       | 14.º   | 22.33    |
| 17        | David James    | 12.º   | 17.40    |
| 19        | Dan Walker     | 5.º    | 27.45    |
| 20        | Matt Goss      | 13.º   | 20.75    |
| 22        | Tom Dean       | 15.º   | 21.50    |

- Temporada 15 con Davood Ghadami

| Semana | Baile / Canción                                        | Puntajes de los jueces | Puntajes de los jueces | Puntajes de los jueces | Puntajes de los jueces | Resultado       |
| Semana | Baile / Canción                                        | C. R.                  | D. B.                  | S. B.                  | B. T.                  | Resultado       |
| ------ | ------------------------------------------------------ | ---------------------- | ---------------------- | ---------------------- | ---------------------- | --------------- |
| 1      | Chachachá / «Dedication to My Ex (Miss That)»          | 6                      | 7                      | 7                      | 7                      | Sin eliminación |
| 2      | Quickstep / «Last Nite»                                | 6                      | 7                      | 7                      | 7                      | Salvados        |
| 3      | Samba / «Stayin' Alive»                                | 4                      | 7                      | 7                      | 7                      | Salvados        |
| 4      | Vals vienés / «Say You Love Me»                        | 6                      | 7                      | 8                      | 8                      | Dos últimos     |
| 5      | Jive / «Tell Her About It»                             | 6                      | 8                      | 8                      | —                      | Salvados        |
| 6      | Rumba / «Wicked Game»                                  | 5                      | 7                      | 6                      | 7                      | Salvados        |
| 7      | American smooth / «This Will Be (An Everlasting Love)» | 8                      | 9                      | 9                      | 9                      | Salvados        |
| 8      | Charlestón / «The Lambeth Walk»                        | 9                      | 9                      | 10                     | 10                     | Salvados        |
| 9      | Pasodoble / «Live and Let Die»                         | 8                      | 9                      | 9                      | 9                      | Salvados        |
| 10     | Vals / «With You I'm Born Again»                       | 8                      | 9                      | 9                      | 9                      | Salvados        |
| 10     | Maratón de Pasodoble / «España Cañí»                   | 4 puntos extra         | 4 puntos extra         | 4 puntos extra         | 4 puntos extra         | Salvados        |
| 11     | Tango argentino / «The Phantom of the Opera»           | 7                      | 8                      | 7                      | 7                      | Eliminados      |

- Temporada 16 con Lee Ryan

| Semana | Baile / Canción                 | Puntajes de los jueces | Puntajes de los jueces | Puntajes de los jueces | Puntajes de los jueces | Resultado       |
| Semana | Baile / Canción                 | C. R.                  | D. B.                  | S. B.                  | B. T.                  | Resultado       |
| ------ | ------------------------------- | ---------------------- | ---------------------- | ---------------------- | ---------------------- | --------------- |
| 1      | Vals / «Take It To The Limit»   | 4                      | 6                      | 6                      | 6                      | Sin eliminación |
| 2      | Jive / «Blue Suede Shoes»       | 6                      | 7                      | 6                      | 7                      | Dos últimos     |
| 3      | Chachachá / «The Power of Love» | 3                      | 5                      | 5                      | 6                      | Eliminados      |

- Temporada 17 con David James

| Semana                                                                  | Baile / Canción                      | Puntajes de los jueces | Puntajes de los jueces | Puntajes de los jueces | Puntajes de los jueces | Resultado       |
| Semana                                                                  | Baile / Canción                      | C. R.                  | M. M.                  | S. B.                  | B. T.                  | Resultado       |
| ----------------------------------------------------------------------- | ------------------------------------ | ---------------------- | ---------------------- | ---------------------- | ---------------------- | --------------- |
| 1                                                                       | Foxtrot / «Three Lions»              | 3                      | 4                      | 5                      | 5                      | Sin eliminación |
| 2                                                                       | Pasodoble / «España cañí»            | 2                      | 3                      | 2                      | 3                      | Dos últimos     |
| 3                                                                       | American smooth / «Kiss from a Rose» | 4                      | 4                      | 4                      | 4                      | Dos últimos     |
| 4                                                                       | Quickstep / «From Now On»            | 6                      | 7                      | 7                      | 8                      | Salvados        |
| 5                                                                       | Jive / «Such a Night»                | 3                      | 4                      | 4                      | 51                     | Eliminados      |
| 1Puntaje dado por el juez invitado Alfonso Ribeiro en lugar de Tonioli. |                                      |                        |                        |                        |                        |                 |

- Temporada 19 con Dan Walker

| Semana | Baile / Canción                                | Puntajes de los jueces | Puntajes de los jueces | Puntajes de los jueces | Puntajes de los jueces | Resultado       |
| Semana | Baile / Canción                                | C. R.                  | M. M.                  | S. B.                  | A. D.                  | Resultado       |
| --- | ---------------------------------------------- | ---------------------- | ---------------------- | ---------------------- | ---------------------- | --------------- |
| 1 | Quickstep / «Everybody Needs Somebody to Love» | 5                      | 5                      | 7                      | 7                      | Sin eliminación |
| 2 | Pasodoble / «Giant»                            | 7                      | 6                      | 6                      | 7                      | Salvados        |
| 3 | Foxtrot / «Once Upon a Dream»                  | 3                      | 5                      | 7                      | 6                      | Salvados        |
| 4 | Chachachá / «U Can't Touch This»               | 5                      | 7                      | 7                      | 7                      | Salvados        |
| 5 | Vals vienés / «She's Always a Woman»           | 7                      | 7                      | 7                      | 7                      | Salvados        |
| 6 | Jive / «Rock Lobster»                          | 5                      | 8                      | 7                      | 7                      | Salvados        |
| 7 | Urbano / «Classic»                             | 6                      | 7                      | 8                      | 7                      | Salvados        |
| 8 | American smooth / «King of the Road»           | 4                      | 8                      | 8                      | 9                      | Salvados        |
| 9 | Charlestón / «Good Morning»                    | 71                     | 7                      | 9                      | 8                      | Salvados        |
| 10 | Rumba / «Desperado»                            | 6                      | 92                     | 8                      | 8                      | Salvados        |
| 11 | Tango / «Santa María (del Buen Ayre)»          | 7                      | 8                      | 9                      | 7                      | Eliminados      |
| 1Puntaje dado por la juez invitada Cynthia Erivo en lugar de Revel Horwood. 2Puntaje dado por la juez invitada Cynthia Erivo en lugar de Mabuse. |                                                |                        |                        |                        |                        |                 |

- Temporada 20 con Matt Goss

| Semana | Baile / Canción              | Puntajes de los jueces | Puntajes de los jueces | Puntajes de los jueces | Puntajes de los jueces | Resultado       |
| Semana | Baile / Canción              | C. R.                  | M. M.                  | S. B.                  | A. D.                  | Resultado       |
| ------ | ---------------------------- | ---------------------- | ---------------------- | ---------------------- | ---------------------- | --------------- |
| 1      | Quickstep / «Sir Duke»       | 5                      | 5                      | 5                      | 5                      | Sin eliminación |
| 2      | Samba / «Night Fever»        | 4                      | 6                      | 6                      | 6                      | Dos últimos     |
| 3      | Vals vienés / «Hold My Hand» | 3                      | 6                      | 5                      | 7                      | Salvados        |
| 4      | Jive / «All Shook Up»        | 3                      | 6                      | 5                      | 6                      | Eliminados      |

- Temporada 22 con Tom Dean

| Semana | Baile / Canción                 | Puntajes de los jueces | Puntajes de los jueces | Puntajes de los jueces | Puntajes de los jueces | Resultado       |
| Semana | Baile / Canción                 | C. R.                  | M. M.                  | S. B.                  | A. D.                  | Resultado       |
| ------ | ------------------------------- | ---------------------- | ---------------------- | ---------------------- | ---------------------- | --------------- |
| 1      | Tango / «Golden»                | 5                      | 6                      | 6                      | 6                      | Sin eliminación |
| 2      | Chachachá / «Boogie Wonderland» | 3                      | 6                      | 5                      | 6                      | Eliminados      |

### Otros proyectos
En abril de 2015, apareció en la edición ucraniana de la revista Playboy; también fue portada de FHM en marzo de 2012.
En enero de 2022 hizo una aparición en Saturday Mash-Up!, junto a sus compañeros de Strictly, Dan Walker y Kai Widdrington.
En septiembre de 2024, ella y Widdrington anunciaron que aparecerían en la gira de baile Dancing With The Stars Weekends de 2025.

## Vida personal
En 2013, Bychkova se casó con el bailarín ruso Sergey Konovaltsev; el matrimonio duró dos años. Posteriormente se comprometió con el futbolista esloveno Matija Skarabot, con quien tiene una hija llamada Mila. En enero de 2022, anunciaron que ya no eran pareja y que llevaban un tiempo viviendo separados. En junio de 2022, confirmó que mantenía una relación con su compañero de Strictly Come Dancing, Kai Widdrington; terminaron su relación en julio de 2024.